# Jastrzębiak mały
Jastrzębiak mały (Micronisus gabar) – gatunek średniej wielkości ptaka drapieżnego z podrodziny jastrzębi (Accipitrinae) w rodzinie jastrzębiowatych (Accipitridae).

## Występowanie
Gatunek dosyć powszechny, obejmujący swym zasięgiem subsaharyjską Afrykę, poza dorzeczem Kongo, oraz południowo-zachodnią część Półwyspu Arabskiego (terytorium Jemenu).

## Systematyka
Gatunek po raz pierwszy naukowo opisał w 1800 roku francuski ornitolog François Daudin, nadając mu nazwę Falco gabar. Jako miejsce typowe odłowu holotypu Daudin wskazał wnętrze Afryki Południowej. Jedyny przedstawiciel rodzaju Micronisus utworzonego w 1840 przez brytyjskiego zoologa George’a Graya.

### Etymologia
Nazwa rodzajowa:  μικρος mikros – mały; rodzaj Nisus Cuvier, 1800. Epitet gatunkowy: homofon powstały od fr. garde – strażnik i barré – kreskowany.

### Podgatunki
Wyróżnia się trzy podgatunki M. gabar:
- M. g. niger (Vieillot, 1823) – Gambia i Senegal do Etiopii, Kamerunu i południowego Sudanu; południowo-zachodnia część Półwyspu Arabskiego
- M. g. aequatorius Clancey, 1987 – Etiopia do Gabonu, północnej Zambii i Mozambiku
- M. g. gabar (Daudin, 1800) – południowa Angola do południowego Mozambiku i RPA

## Charakterystyka

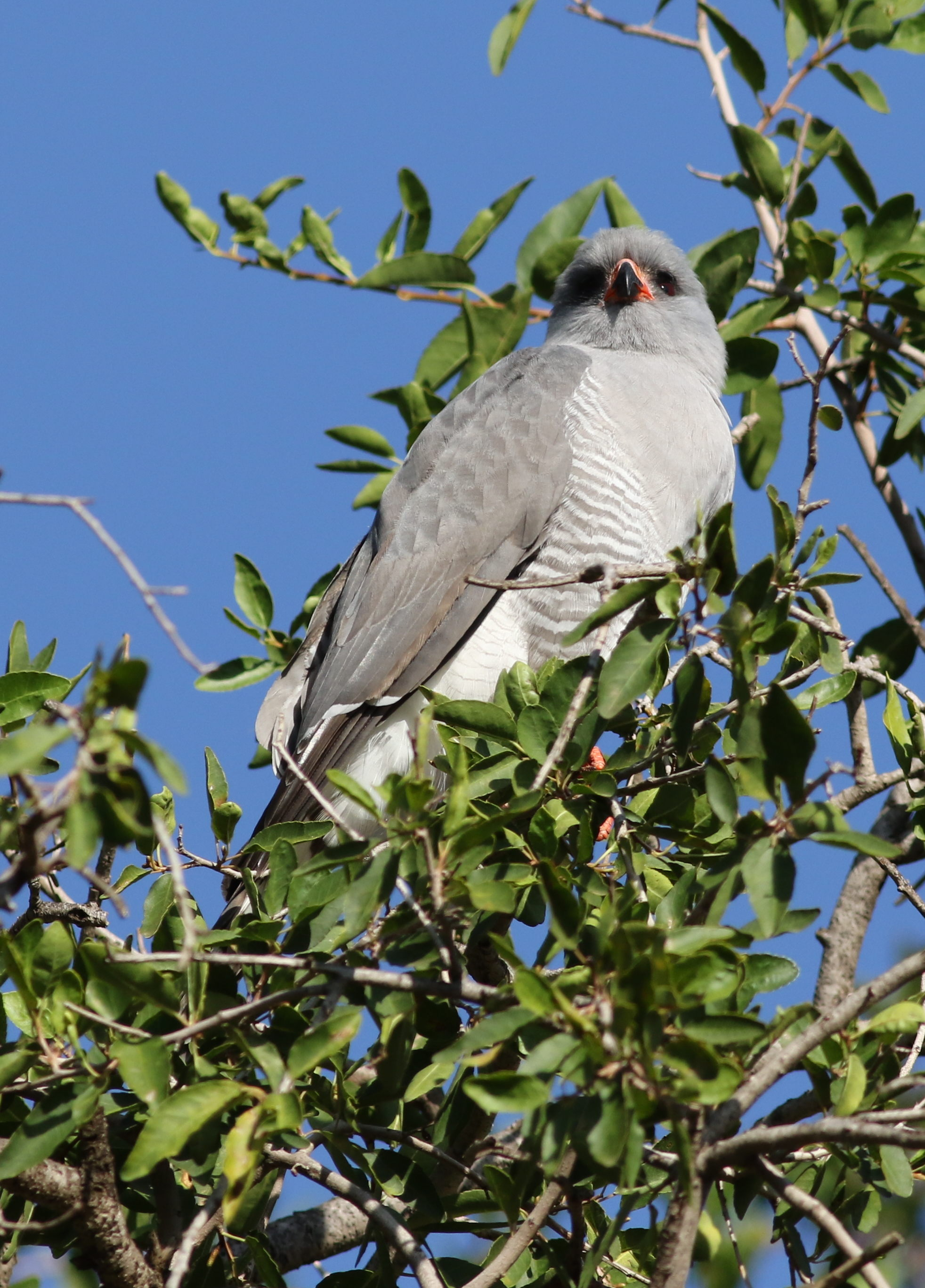
Szare upierzenie

### Cechy gatunku
Jastrzębiak mały jest gatunkiem polimorficznym, występującym w dwóch bardzo odmiennych formach barwnych – szarej oraz czarnej. Wyglądem przypomina krogulca, lecz niektóre osobniki charakteryzują się całkowicie czarnym upierzeniem. Melanistyczne formy są znacznie rzadsze i stanowią średnio 25% całej populacji. W obu odmianach dorosłe osobniki mają ciemne oczy, długie nogi i czerwoną woskówkę. Żółte zabarwienie nóg oraz woskówki jest oznaką niedojrzałości. Grzbiety młodych ptaków są bardziej brązowe, a ich pierś oraz brzuch są wyraźniej kreskowane.
Gatunek jest klasyfikowany jako częściowo wędrowny. Wśród młodych osobników obserwuje się okresowe migracje. Najczęściej spotyka się samotne osobniki, choć w trakcie godów łączy się w pary.
Samice są znacznie większe niż samce. Masa ciała dojrzałej samicy waha się w granicach 167–240 g, natomiast samca 90–173 g. Długość ciała wynosi 28–36 cm, a rozpiętość skrzydeł 56–66 cm (długość skrzydła samicy 186–215 mm, samca 183–204 mm).

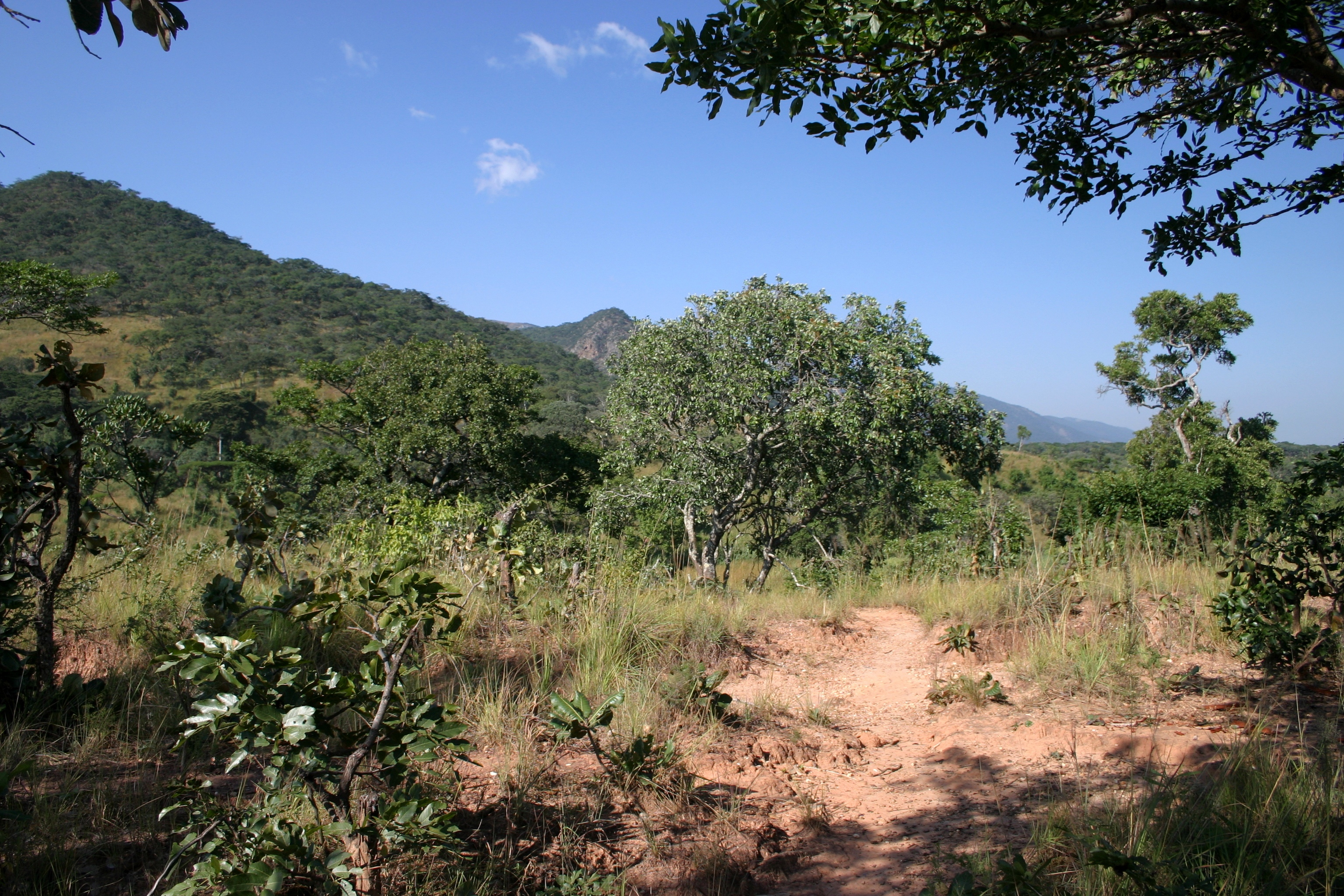
Miombo

### Środowisko
Zamieszkuje otwarte, zadrzewione tereny, w szczególności suche obszary sawanny oraz miombo. W suchych rejonach południowej Afryki, na przykład na pustyni Namib i na terenach Karru, występowanie ograniczone do drzew porastających zbocza cieków wodnych. Jest obserwowany również w miastach.

### Okres lęgowy
Na początku sezonu lęgowego samce wydają ćwierkające głosy godowe. Tokowanie pary odbywa się poprzez zrzucanie się nawzajem z drzewa. Gniazdo o typowej konstrukcji jest zbudowane przez samicę z cienkich gałązek, pajęczyn, a nawet szmat. Jego wnętrze wyściełane jest ziemią. Mocowane w poziomych rozwidleniach ciernistych drzew (np. akacji). Godnym uwagi jest fakt, iż do konstruowania gniazda ptaki używają pajęczych sieci wraz z żywymi pajęczakami. Pająki żywią się innymi stawonogami, będącymi potencjalnym zagrożeniem dla piskląt. Tworząc nowe sieci pajęczaki zapewniają znakomity kamuflaż nowo utworzonemu gniazdu oraz spajają jego konstrukcję.
W jednym lęgu samica składa od 2 do 4 jaj. Wysiaduje je od 33 do 38 dni, a także opiekuje się pisklętami przez pierwsze 19–21 dni po wykluciu. W tym czasie samiec dostarcza samicy i pisklętom niezbędny pokarm. Pisklęta opuszczają gniazdo po około 35–36 dniach od wyklucia. W pełni samodzielne stają się około miesiąc po opuszczaniu gniazda.

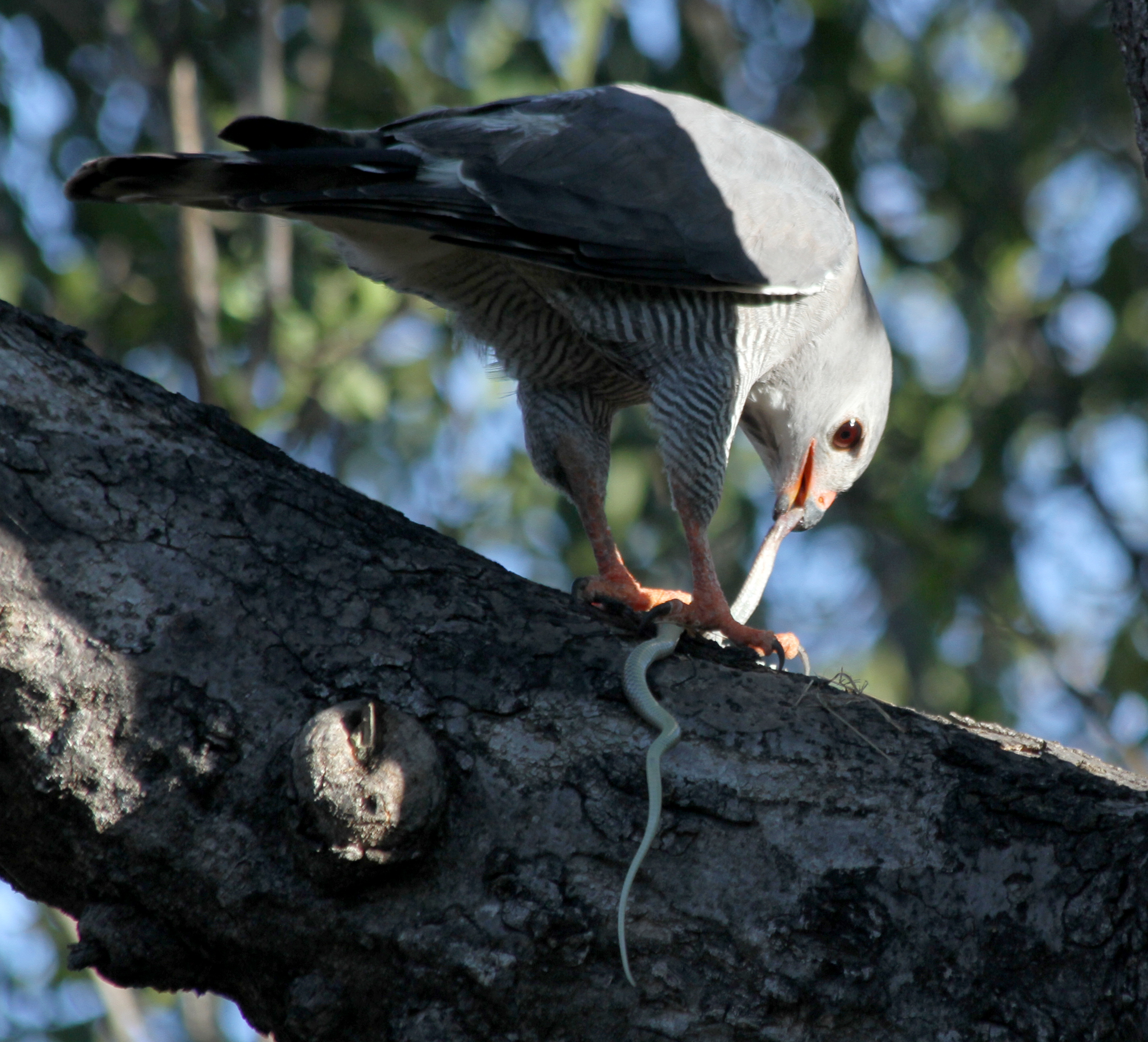
Osobnik żywiący się wężem

### Pożywienie
Jastrzębiak mały jest aktywnym łowcą, chwyta swoje ofiary w locie. Poluje w charakterystyczny sposób, szybkim lotem wypadając spomiędzy koron drzew. Żywi się ptakami, ssakami, wężami, jaszczurkami oraz owadami. Zaobserwowano przypadki ataków jastrzębiaków na populacje ptaków z rodziny wikłaczowatych, w celu wydarcia piskląt z gniazda.

## Status
Międzynarodowa Unia Ochrony Przyrody (IUCN) uznaje jastrzębiaka małego za gatunek najmniejszej troski (LC – Least Concern) nieprzerwanie od 1988 roku. Trend liczebności populacji uznaje się za stabilny.